# 효탄야마역 (아이치현)
효탄야마역(일본어: 瓢箪山駅, ひょうたんやまえき)은 일본 아이치현 나고야시 모리야마구에 소재하는 나고야 철도 세토선의 역이다. 역 번호는 ST09이다.

## 역사
세토 선 개통 시에는 역이 설치되어 있었고 역 부근 주택 개발에 맞추어 1936년 6월 3일에 개통하였다. 메이테쓰 합병 전의 전기 철도에서 마지막으로 개통한 역이다.
제2차 세계 대전 중, 일시 정지되었으나 같은 시기에 영업 정지된 다른 역과 달리 전후로 곧 영업 재개했다.

### 연표
- 1936년 6월 3일: 효탄야마역(일본어: 瓢簞山駅)으로 영업 개시.
- 1944년: 영업 정지.
- 1946년 9월 15일: 역 부활.
- 1978년 3월: 4량 편성 대응으로 인한 승강장 연장.
- 1981년 10월 6일: 신역사 완공.
- 2005년 1월 29일: 효탄야마역(일본어: 瓢箪山駅)으로 역명 변경.
- 2006년 12월 16일: 역사 개축, 트랜 패스 도입, 역 집중 관리 시스템 가동, 무인역화.
- 2011년 2월 11일: IC카드 승차권 manaca 도입.
- 2012년 2월 29일: 트랜 패스 공용 종료.

## 역 구조
상대식 승강장 2면 2선의 지상역이다. 승강장 유효 길이는 1978년 이후 4량 편성 대응이 되었다.
역 집중 관리 시스템에 의한 무인역으로 오조네역에서 담당하고 있다.

### 승강장
| 번호 | 노선      | 방향 | 행선                    |
| ---- | --------- | ---- | ----------------------- |
| 1    | ■ 세토 선 | 하행 | 오와리세토 방면         |
| 2    | ■ 세토 선 | 상행 | 오조네・사카에마치 방면 |

## 역 주변
가장 가까운 버스 정류장은 효탄야마이다(나고야 시 교통국).
- 모리야마 효탄야마 고분 - 북쪽으로 300m.
- 미쓰비시도쿄UFJ은행 모리야마 지점 - 북서쪽으로 150m.
- 나고야 효탄야마 우편국 - 남쪽으로 150m.
- 모리야마 소방서 - 동북쪽으로 150m.
- 나고야 시립 모리야마 중학교
- 세토 가도(아이치 현도 61호 나고야세토 선)

## 사진

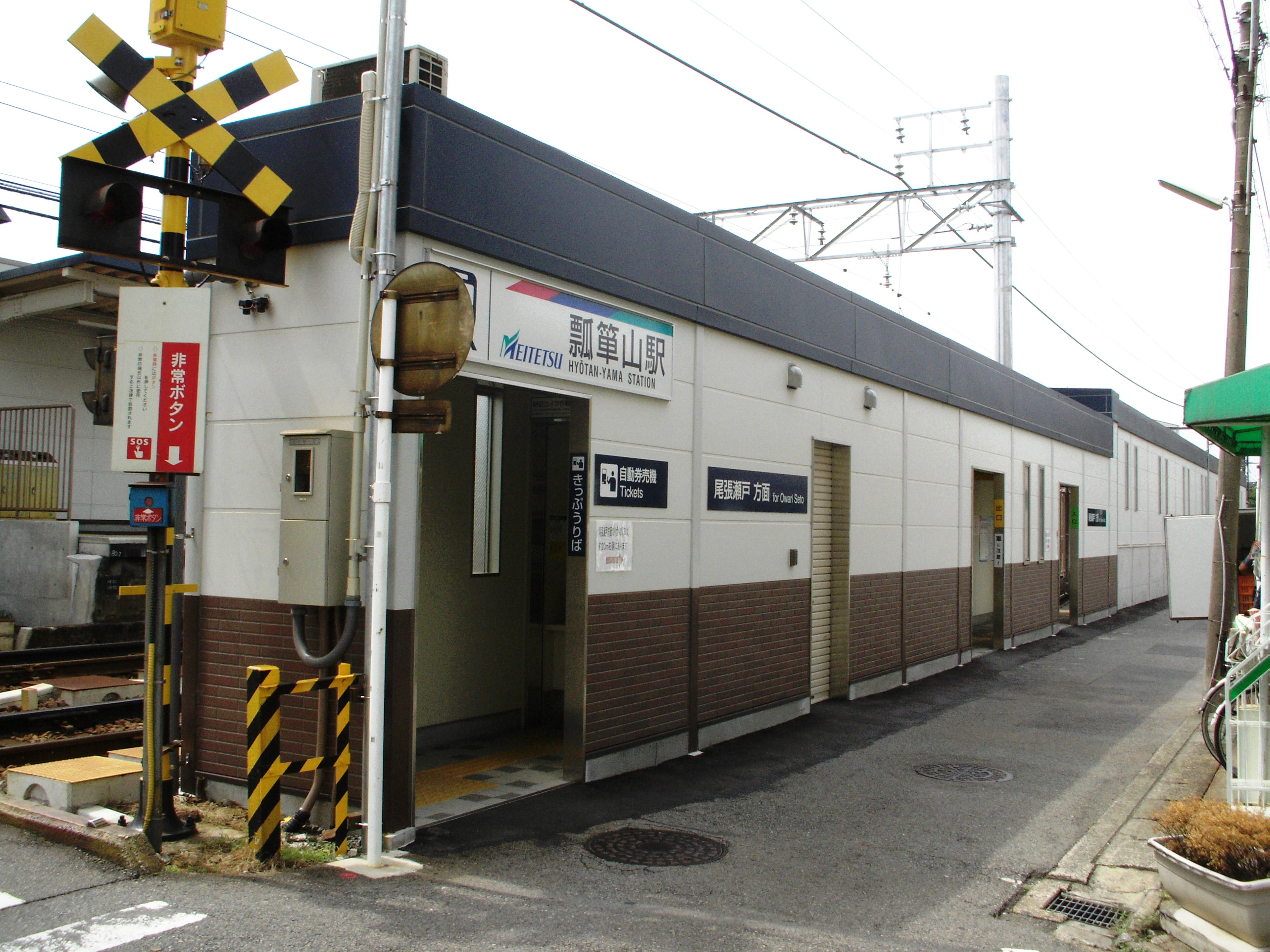
세토 방향 역사
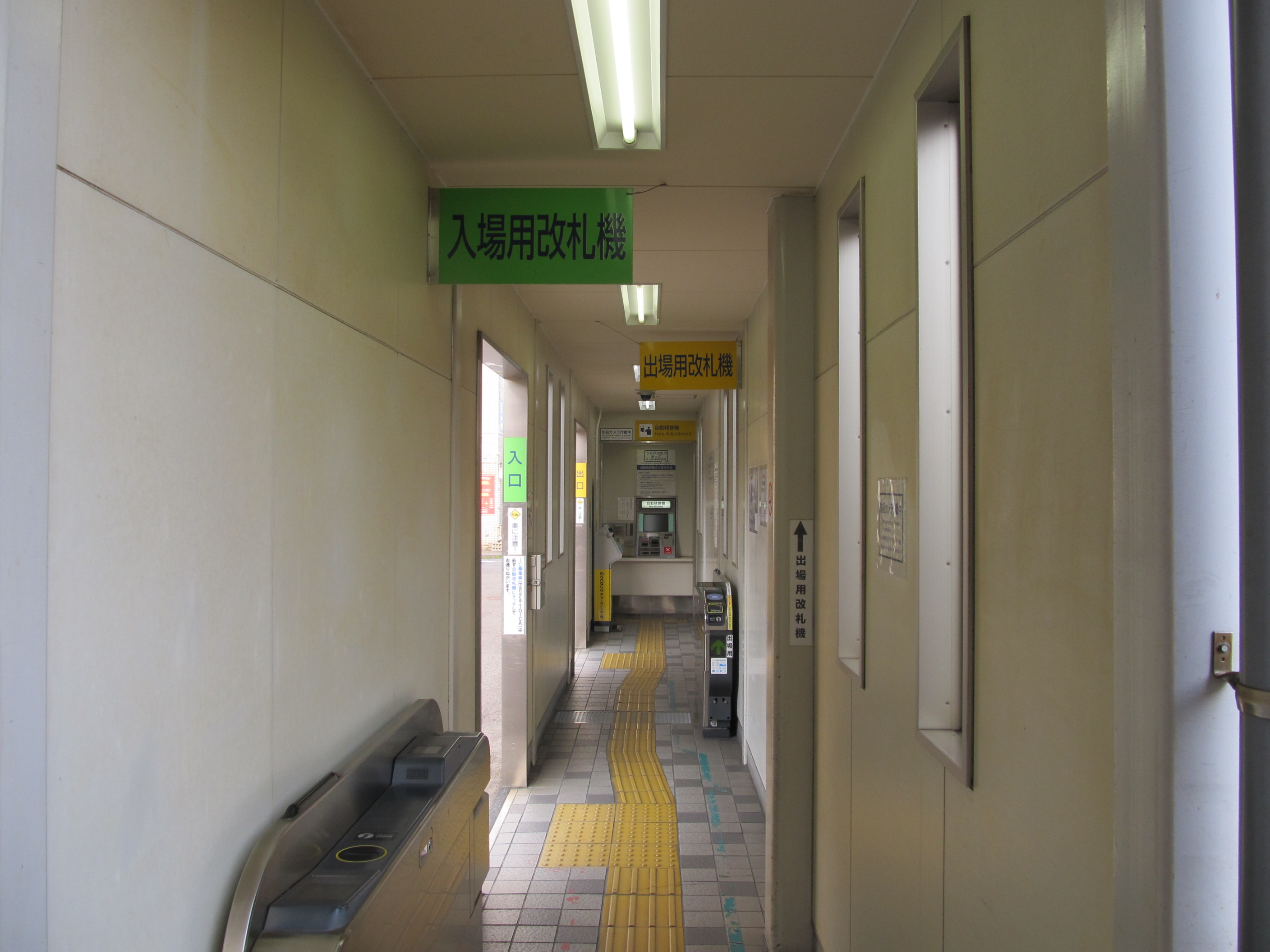
세토 방향 개찰구

## 인접역
| 나고야 철도 ■ 세토선                        | 나고야 철도 ■ 세토선 | 나고야 철도 ■ 세토선        |
| ------------------------------------------- | -------------------- | --------------------------- |
| ST08 모리야마지에이타이마에 사카에마치 방면 | ■ 보통               | 오바타 ST10 오와리세토 방면 |